# برلينر

برلينر، أو «ميدي»، هو تنسيق صفحات الجريدة وفق قياس 315 × 470 مم (12.4 × 18.5 في)، بحيث يكون تنسيق برلينر أطول وأوسع قليلاً من شكل التابلويد / المدمجة، وكلاهما أضيق وأقصر من شكل الصحيفة المتعارف عليه.

## صحف أوروبية
يستخدم شكل برلينر في الكثير من الصحف الأوروبية بما في ذلك الصحف اليومية مثل صحيفة لوموند الفرنسية، ولي تن السوسرية، ولا ريبوبليكا ولا ستامبا في إيطاليا والباييس والموندو في إسبانيا، ودي مورغن، ولو سوار في بلجيكا، و منذ 12 سبتمبر 2005 تم استخدام هذا الشكل في الغارديان في المملكة المتحدة. كما وتصدر بهذا الشكل الصحيفة الاقتصادية الفرنسية ليزيكو منذ سبتمبر 2003، وكذلك تصدر بهذا الشكل كبرى الصحف اليومية في كرواتيا وصربيا. وانضمت حديثاً في 13 مارس 2012 لاستخدام هذا الشكل العديد من الصحف الأوروبية مثل دي تيجد ولايكو وهما من أبرز الصحف الاقتصادية البلجيكية.
ويُصدر الطلبة صحيفة يونيفرستي اوبزيرفر في أيرلندا على شكل برلينر منذ سبتمبر 2009
يعود أصل التسمية إلى مدينة برلين الألمانية بالرغم من ان هذا الحجم كان يتناقض مع الإحجام في ألمانية الشمالية وفرنسا في أوائل القرن 20، ومن الطريف أن صحيفة برلينر تسايتونج لا تستخدم هذا الشكل في اصداراتها، بالرغم من تسميتها برلينر.
يستخدم هذا الشكل في ألمانية صحيفتان وطنيتان يوميتان فقط هما، دي تاج تسايتونج ويونج فيلت.

## صحف أمريكا الشمالية
استخدمت ديلي جورنال وكوريور في لافاييت بولاية انديانا شكل برلينر لطبعتها اليومية في 31 تموز 2006، وكانت أول صحيفة في أميركا الشمالية يتم إنتاجها في هذا الشكل. واستخدمت صحيفة لوريل في ميسيسيبي هذا الشكل في أبريل 2012.
ومنذ ذلك الحين، بدأت العديد من الصحف جميع أنحاء الولايات المتحدة باستخدام صفحات مشابهة لشكل برلينر، على الرغم من بعضها قد يكون أطول قليلاً. في الواقع تم تقليص عرض الصفحات بينما بقي طولها نفسه أو مقارب له، على سبيل المثال تستخدم نيو يورك تايمز الطول التقليدي مقاس 22 بوصة (559 ملم) وعرض 15 بوصة (381 ملم)، وقد تم تقليص حجمها في العام 2007 إلى 22 في 12 بوصة (559 من 305 مم).

## صحف آسيا
من أحدث الصحف التي تم اصدارها على شكل برلينر بيزنيس ديلي مينت ووول ستريت جورنال في العام 2007 في الهند. وفي النيبال فإن الصحيفة الوحيدة التي تصدر بهذا الشكل هي نيبالي تايمز.
في باكستان تصدر صحيفة ديلي باكستان على شكل برلينر وهي صحيفة يومية باللغة الإنجليزية.
كما وتصدر الصحيفة الإسرائيلية هآرتز على شكل برلينر منذ 18 فبراير 2007.
اعتمدت [[كوريا الجنوبية على اصدار صحيفتها جونج أنج إلبو على شكل برلينر في مارس 2009، وبذلك اصبحت أول صحيفة كورية تستخدم هذا الشكل.
وفي ذات الشهر اعتمد الصحيفة التركية غازيت هابرترك مقاييس مختلفة وهي 350 من 500 مم (13.78 في 19.69)، واصبحت بذلك أول صحيفة تركية تقوم بذلك، ويطلق على هذا الشكل اسم «سينر» لانه فريد من نوعه.
.في 1 يونيو 2012، اعتمدت الصحيفة الإماراتية الرائدة والتي تصدر باللغة الإنجليزية، جلف نيوز استخدام شكل برلينر.

## صحف أمريكا الجنوبية
بدأت جورنال دو برازيل وهي صحيفة يومية برازيلية تأسست في عام 1891 باستخدام شكل برلينر في 16 أبريل 2006 حتى 31 آب 2010، حيث توقفت عن الإصدار الورقي واتجهت إلى الإصدار الإلكتروني.
في السلفادور تصدر صحيفة كوريو (تعرف رسمياً باسم كوريو دا باهيا) على شكل برلينر عوضاً عن الشكل التقليدي.

## وصلات خارجية
- How we got the measure of a Berliner (discussing the Guardian's switch to the format)